# István Majoros
István Majoros (ur. 11 lipca 1974) – węgierski zapaśnik. Złoty medalista olimpijski z Aten.
Walczył w stylu klasycznym. Brał udział w dwóch igrzyskach (IO 00, IO 04), w 2004 zdobył złoto w najniższej kategorii (55 kg). W 2005 sięgnął po brąz mistrzostw świata, był mistrzem Europy w 2000). Siedmiokrotny mistrz Węgier w 1996, 1997, 1998, 1999, 2001, 2003, 2005 roku.
Pierwszy w Pucharze Świata w 2006. Wicemistrz świata juniorów w 1991 roku.
31 grudnia 2006 roku, Majoros zadebiutował w mieszanych sztukach walki w walce z doświadczonym Norifumi Yamamoto na gali K-1 Premium 2006 Dynamite!! w Osace. Przegrał przez techniczny nokaut w pierwszej rundzie. Była to jego jedyna walka w MMA.

## Lista zawodowych walk w MMA
| Wynik     | Bilans | Przeciwnik (bilans przed walką) | Rozstrzygnięcie       | Runda | Czas | Rozgrywki                   | Data       | Miejsce | Uwagi                                     |
| --------- | ------ | ------------------------------- | --------------------- | ----- | ---- | --------------------------- | ---------- | ------- | ----------------------------------------- |
| Przegrana | 0-1    | Norifumi Yamamoto (14-1)        | TKO (ciosy pięściami) | 1     | 3:46 | K-1 Premium 2006 Dynamite!! | 31.12.2006 | Osaka   | Debiut w zawodowym MMA i wadze piórkowej. |